# Seuil (géographie)
Pour les articles homonymes, voir Seuil.

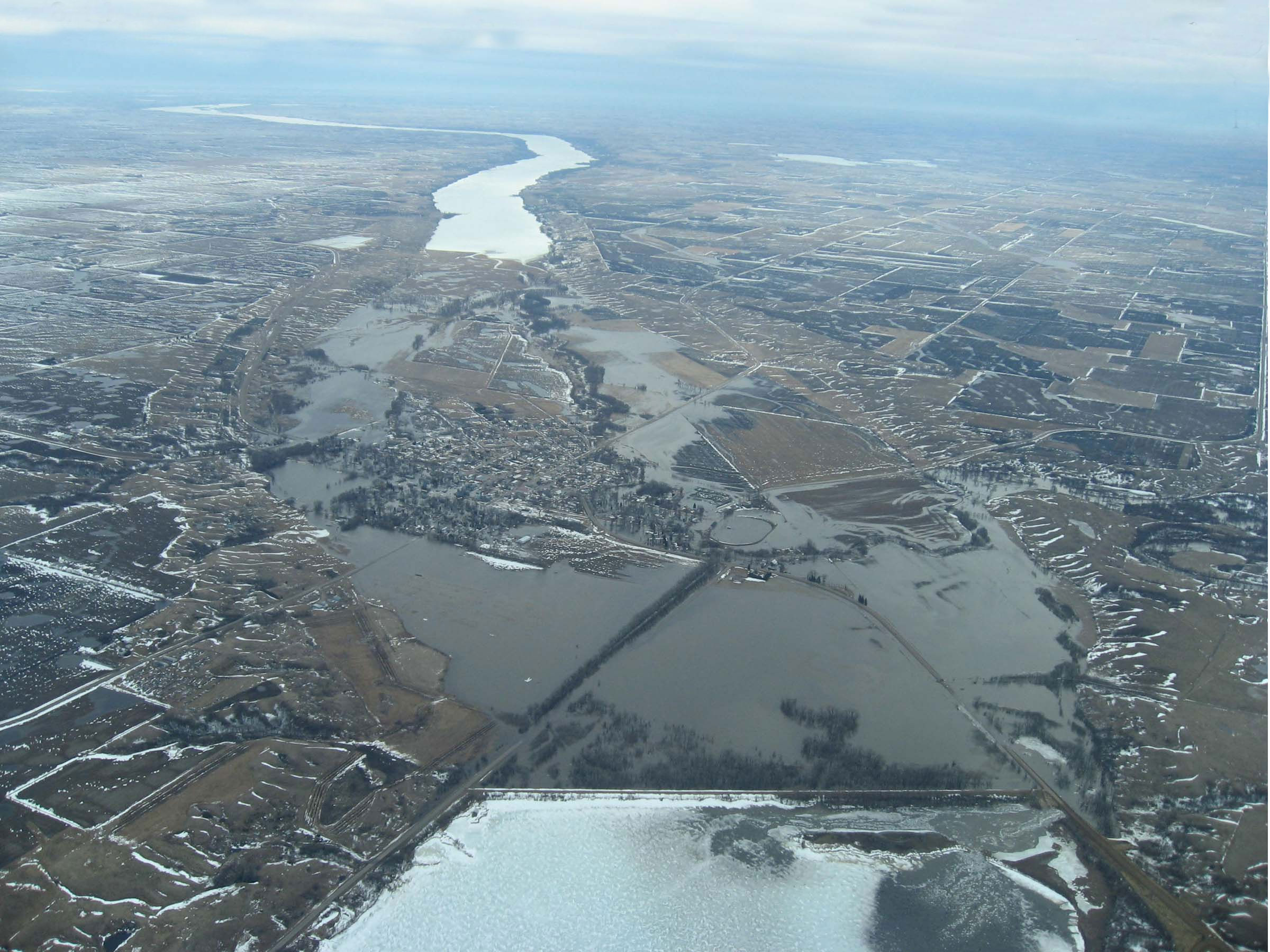
Vue aérienne hivernale du Traverse Gap en direction du sud-est : au premier plan, le lac Traverse appartient au bassin de la baie d'Hudson tandis qu'au dernier plan, le lac Big Stone appartient au bassin du Mississippi ; les inondations des terres entre les deux lacs soulignent la dépression creusée par les eaux glaciaires il y a plusieurs milliers d'années.

Un seuil est en géographie le point bas situé sur la ligne de partage des eaux entre deux bassins versants. Ils se trouvent dans des régions de plaines ou de reliefs peu marqués, entre deux massifs de montagne ou de plateaux à la manière des cols de montagne situés entre deux sommets.
Les caractéristiques physiques des seuils en font des lieux de passage privilégiés ; ce sont des espaces stratégiques pour le développement des réseaux de transport.

## Principaux seuils

### Europe
| \| Seuil morvano-vosgien Seuil du Poitou Trouée de Belfort Seuil de Naurouze Bassin de Blanzy Seuil du Cambrésis \| Principaux seuils en France |
| Seuil morvano-vosgien Seuil du Poitou Trouée de Belfort Seuil de Naurouze Bassin de Blanzy Seuil du Cambrésis                                   |

- France
  - le seuil morvano-vosgien entre le Bassin parisien, le bassin du Sud-Est, le Morvan et le massif des Vosges ; ce « super-seuil » est constitué du nord vers le sud par le seuil de Lorraine, le seuil de Langres et le seuil de Bourgogne ;
  - la dépression Dheune-Bourbince entre le bassin de la Loire, le bassin méditerranéen, le Morvan et le Massif central ;
  - le seuil du Poitou entre le Bassin parisien, le Bassin aquitain, le Massif armoricain et le Massif central ;
  - le seuil de Naurouze ou du Lauragais entre le Bassin aquitain, le bassin algéro-provençal, les Pyrénées et le Massif central ;
  - le seuil du Cambrésis entre le Bassin parisien, la plaine de Flandre, les collines de l'Artois et le Massif ardennais ;
  - la trouée de Belfort entre la plaine d'Alsace au nord et le val de Petite-Saône du rift ouest-européen au sud, le massif du Jura et le massif des Vosges.

- Espagne
  - entre le système Ibérique, le Système central, le bassin versant de l'Èbre et ceux du Tage et du Douro.

- Islande
  - le Kjölur entre le Hofsjökull, le Langjökull, le bassin versant de la Blanda et celui de la Hvita ;
  - le Mælifellssandur entre le Mýrdalsjökull, le Torfajökull, le bassin versant de la Markarfljót et celui du Kúðafljót ;
  - le Sprengisandur entre le Hofsjökull, le Tungnafellsjökull, le bassin versant du Þjórsá et celui du Skjálfandafljót.

- Royaume-Uni
  - le Central Lowlands entre les monts Grampians et les Southern Uplands ;
  - le Midland Gap entre les Pennines et les monts Cambriens, le bassin versant du Severn et du Trent ;
  - le Tyne Gap entre les Pennines et les monts Cheviot.

- Tchéquie
  - la porte de Moravie entre les Carpates, le massif de Bohême, le bassin versant de l'Oder et de Morava (Danube).

### Afrique
- le seuil de l'Androna à Madagascar.

### Amérique du Nord
- le Traverse Gap aux États-Unis, entre le bassin de la baie d'Hudson au nord et le bassin du Mississippi au sud.

### Asie
- la porte de Tourgaï au Kazakhstan, entre la plaine de Sibérie occidentale au nord et le bassin de la mer d'Aral au sud ;
- la trouée de Palghat en Inde, sur la chaîne des Ghats occidentaux, entre le massif des Nilgiris au nord et le massif des Anamalai (en) au sud.